# Class 377
De British Rail Class 377 is een in Groot-Brittannië gebruikt treinstel bestemd voor personenvervoer.

## Vloot
| Klasse      | Exploitant   | Aantal gebouwd    | Gebouwd in jaar | Aantal bakken per treinstel | Nummering                        | Opmerkingen |
| ----------- | ------------ | ----------------- | --------------- | --------------------------- | -------------------------------- | --- |
| Class 377/1 | Southern     | 64                | 2002–2003       | 4                           | 377101-164                       | Alle treinen worden ingezet op de Brighton Main Line , East Coastway en de West Coastway |
| Class 377/2 | Southern     | 12                | 2003–2004       | 4                           | 377201-206 377208-210 377213-215 | Deze treinen zo uitgerust dat ze zowel via de Derde rail of wisselstroom kan rijden. Deze treinen worden ingezet op de West London Line. De 377207, 211 en 212 zijn uitgeleend aan First Capital Connect |
| Class 377/2 |              | 377207 377211-212 | 2003–2004       | 4                           |                                  | Deze treinen zo uitgerust dat ze zowel via de Derde rail of wisselstroom kan rijden. Deze treinen worden ingezet op de West London Line. De 377207, 211 en 212 zijn uitgeleend aan First Capital Connect |
| Class 377/3 | Southern     | 28                | 2001–2002       | 3                           | 377301-328                       | Werd officieel ingezet op de East Coastway en West Coastway |
| Class 377/4 | Southern     | 75                | 2004–2005       | 4                           | 377401-475                       | Alle treinen worden ingezet op de Brighton Main Line , East Coastway en de West Coastway |
| Class 377/5 | Southeastern | 23                | 2008–2009       | 4                           | 377501-523                       | 23 Derde rail en wisselstroom treinen besteld door Southern, geleased aan FCC als onderdeel van het Thameslink Programme Key Output Zero                                                                 |
| Class 377/6 | Southern     | 26                | 2012-2014       | 5                           | 377601-626                       | Besteld als vervanging voor 3 377/2 en 23 377/5 treinen die zijn geleend aan First Capital Connect. De treinen die zijn uitgeleend aan FCC komen niet terug naar Southern.                               |
| Class 377/7 | Southern     | 8                 | 2014            | 5                           | 377701-708                       | 8 extra treinen worden uitgerust met Derde rail en wisselstroom . |

## Huidige routes waarbij de Class 377 wordt ingezet

### Southern
- Brighton Main Line: Brighton – Gatwick Airport - Londen (Diverse bestemmingen)
- East Coastway (Brighton – Eastbourne/Ore)
- West Coastway (Brighton – Portsmouth/Southampton & Littlehampton - London)
- Redhill - Tonbridge (Tonbridge naar Redhill, Victoria of London Bridge)
- West London Line (South Croydon – Milton Keynes Central)
- Sutton & Mole Valley Line (Horsham, Guildford & Epsom Downs naar London)
- Caterham & Tattenham Corner branches (selected workings)

### First Capital Connect
- Thameslink: (Brighton-Gatwick Airport-London-Luton-Bedford also Bedford to Ashford/Rochester alleen in de spits)